# Helictophanes metallocosma
Helictophanes metallocosma är en fjärilsart som beskrevs av Turner 1925. Helictophanes metallocosma ingår i släktet Helictophanes och familjen vecklare. Inga underarter finns listade i Catalogue of Life.